# Scaphiophryne calcarata
Scaphiophryne calcarata és una espècie de granota que viu a Madagascar.